# Il lago in pericolo
Il lago in pericolo (The Whip Hand) è un film del 1951 diretto da William Cameron Menzies.

## Trama
Il giornalista Matt Corbin (Elliott Reid) del giornale American View viaggia attraverso il Wisconsin in una battuta di pesca e si imbatte in Winnoga, una città quasi deserta, dove i pochi abitanti rimasti sono molto ostili. Un proprietario di un ostello di nome Steve Loomis (Raymond Burr) mette in guardia Matt, sostenendo che tutti i pesci sono morti misteriosamente cinque anni fa e questo aveva generato lo spopolamento. La storia rende Matt più curioso e le sue indagini presto scoprono un complotto del Cremlino che utilizza scienziati della ex Germania nazista che si sono stanziati nel villaggio per avvelenare l'approvvigionamento idrico americano. Ora deve solo tornare in città vivo.

## Produzione
Il film fu prodotto da RKO Radio Pictures e il titolo iniziale era The Man He Found ma si passò ad usare il titolo di The Whip Hand che indica chi ha il sopravvento durante una corsa di cavalli.
La RKO aveva acquistato la trama originale di Roy Hamilton nel luglio 1949. Curt Siodmak ebbe l'incarico di lavorare su una bozza della sceneggiatura nel 1949, ma non si comprende quanto abbia prodotto dato che nel gennaio 1950 il lavoro passò a Stanley Rubin, di cui non si può determinare l'effettivo contributo in quanto alla fine il lavoro fu completato da George Bricker e Frank Moss.
Le scene vennero girate a Big Bear Lake, nelle montagne di San Bernadino, nel sud della California, e nel ranch RKO di Encino
Il film originale aveva una trama un po' diversa in quanto al posto dei comunisti c'erano i nazisti e Corbin scopriva che era residente dell'ostello lo stesso Adolf Hitler che pianificava un attacco virale sugli Stati Uniti. Il villaggio era stato occupato da nazisti escluse solo alcune persone. Alla fine il piano viene reso vano da un messaggio di Corbin al suo editore che allerta la polizia.
Howard Hughes, dopo il completamento del film, fece un'indagine di mercato e pensò di modificarlo rendendolo più vicino a quella che era la minaccia comunista come nel film Lo schiavo della violenza. Circa 10% del film venne girato di nuovo eliminando le scene in cui appariva o si nominava Hitler. Si aggiunse la scena iniziale ambientata a Mosca e il capo del gruppo degli antagonisti divenne il dottor Wilhelm Bucholtz. Restarono delle incongruenze come ad esempio l'avvelenamento del lago avvenuto nel 1945, data alquanto anacronistica per un attacco sovietico.
Della versione originale non resta traccia, nonostante il film fosse già pronto per le proiezioni.

## Distribuzione
Distribuito dalla RKO Radio Pictures, il film uscì nelle sale cinematografiche statunitensi il 1º ottobre 1951. In Italia non fu distribuito in sala. Venne programmato in televisione con il titolo Il lago in pericolo.
Il film è costato $376.000 ma ha perso $225.000 al botteghino